# Пат Съливан
Патрик Питър Съливан (на английски: Patrick Peter Sullivan) е австралийско-американски аниматор, автор на комикси и филмов продуцент.
Роден е на 22 февруари 1885 година в Падингтън, днес част от Сидни, в семейството на ирландски имигрант файтонджия. През 1909 година напуска Австралия, а през 1910 година се установява в Съединените щати, където започва да работи като карикатурист и автор на комикси, а от 1916 година – и като аниматор. През 1917 година е осъден за изнасилване на 14-годишно момиче и прекарва 9 месеца в затвора. През 1919 година създава персонажа Котаракът Феликс (Съливан притежава авторските права, но за авторството претендира и неговия сътрудник Ото Месмър) и през следващите години продуцира множество филми и комикси за него, които се ползват с голяма популярност до появата на озвучените филми. В началото на 30-те години Съливан страда от задълбочаващ се алкохолизъм, който се отразява зле на работата му.
Пат Съливан умира от пневмония на 15 февруари 1933 година в Ню Йорк.